# 100 meter för damer i friidrott vid olympiska sommarspelen 2024

Officiell video på loppet.

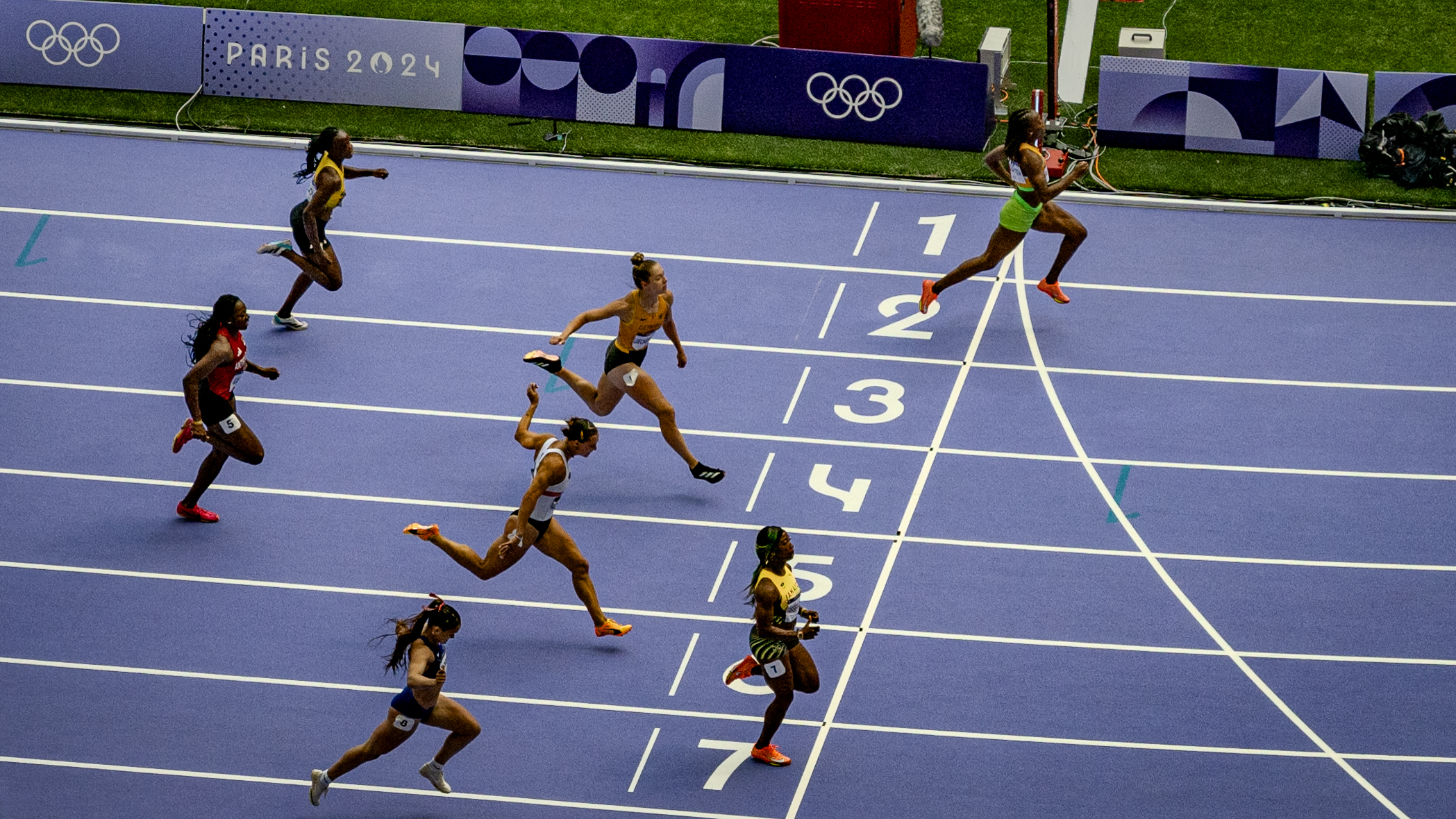
Kval 8

Damernas 100 meter vid olympiska sommarspelen 2024 avgjordes den 2 och 3 augusti 2024 på Stade de France i Paris, Frankrike. 91 idrottare från 73 nationer deltog i tävlingen. Det var 23:e gången grenen fanns med i ett OS och den har funnits med i varje OS sedan 1928. 
Julien Alfred från Saint Lucia vann tävlingen efter att ha sprungit på 10,72 sekunder, ett nytt personbästa och nationellt rekord. Guldet blev landets första OS-medalj någonsin. Silvret gick till Sha'Carri Richardson från USA som sprang på 10,87 sekunder. Melissa Jefferson från USA tog bronset med 10,92 sekunder.
I finalen fick Alfred en rivstart och hennes snabba acceleration gav henne en klar ledning under de första 10 meterna. Bredvid henne tappade Richardson 0,08 sekund i reaktionstid, vilket gjorde att hon låg sist. När Alfred utökade sin ledning bildade några av löparna som var närmast henne en rad tvärs över banan. Richardson som låg sist började gå om löparna längst bak för att sedan passera raden. Hon var fortfarande fokuserad på Alfred men luckan var alldeles för stor för att ta igen. Alfred gick i mål och tog guldet och Richardson tog silvret. Jefferson kunde skilja sig från de andra för en klar tredje plats.
| Spel            | Guld                      | Silver                   | Brons                 |
| 100 meter damer | Julien Alfred Saint Lucia | Sha'Carri Richardson USA | Melissa Jefferson USA |

## Kvalificering till OS-grenen
Kvalificeringsperioden för damernas 100 meter i friidrott var mellan 1 juli 2023 och 30 juni 2024. 56 idrottare kunde kvalificerade sig till evenemanget, med högst tre idrottare per nation, genom att springa kvalificeringsstandarden 11,07 sekunder eller snabbare eller genom sin världsranking i friidrott för denna gren. De nationella olympiska kommittéerna som inte hade någon manlig eller kvinnlig idrottare eller stafettlag kvalificerad till friidrott i OS tilläts att ställa upp med sin bäst rankade manliga eller kvinnliga idrottare i antingen 100 meter, 800 meter eller maraton. 36 idrottare tog sig till tävlingen via de platserna (eng: Universality Places). Därmed blev antalet löpare som kvalificerade sig till damernas 100 meter 92, men 91 ställde upp i tävlingen.
Den regerande olympiska mästaren Elaine Thompson-Herah kunde inte vara med och försvara sina olympiska titlar från 2016 och 2020, eftersom en skada på akillessenan tvingade henne att dra sig ur de jamaicanska olympiska uttagningarna.

## Schema
Alla tider är CET.
| Datum          | Tid   | Omgång           |
| -------------- | ----- | ---------------- |
| 2 augusti 2024 | 10:35 | Inledande omgång |
| 2 augusti 2024 | 11:50 | Kval             |
| 3 augusti 2024 | 19:50 | Semifinaler      |
| 3 augusti 2024 | 21:20 | Final            |

## Rekord
Innan tävlingens start fanns följande rekord:
| Rekord           | Idrottare                      | Tid (s) | Plats             | Datum        |
| ---------------- | ------------------------------ | ------- | ----------------- | ------------ |
| Världsrekord     | Florence Griffith-Joyner (USA) | 10,49   | Indianapolis, USA | 16 juli 1988 |
| Olympiskt rekord | Elaine Thompson-Herah (JAM)    | 10,61   | Tokyo, Japan      | 31 juli 2021 |

| Område                                   | Tid (s)    | Idrottare                | Nation          |
| ---------------------------------------- | ---------- | ------------------------ | --------------- |
| Afrika                                   | 10,72      | Marie-Josée Ta Lou       | Elfenbenskusten |
| Asien                                    | 10,79      | Li Xuemei                | Kina            |
| Europa                                   | 10,73      | Christine Arron          | Frankrike       |
| Nordamerika, Centralamerika och Karibien | 10,49 0VR0 | Florence Griffith-Joyner | USA             |
| Oceanien                                 | 10,96      | Zoe Hobbs                | Nya Zeeland     |
| Sydamerika                               | 10,91      | Rosângela Santos         | Panama          |

## Resultat
Noteringarnas förklaring finns längst ner.

### Inledande omgång
36 löpare med lägst rankning började tävlingen med att springa i den inledande omgången. De tre första i varje heat 0Q0 plus fem på tid 0q0 gick vidare till kval.

#### Heat 1
| Placering | Bana | Idrottare             | Nation            | Tid           | Noteringar |
| --------- | ---- | --------------------- | ----------------- | ------------- | ---------- |
| 1         | 4    | Natacha Ngoye         | Kongo-Brazzaville | 11,34         | 0Q0        |
| 2         | 5    | Alessandra Gasparelli | San Marino        | 11,62         | 0Q0        |
| 3         | 8    | Xenia Hiebert         | Paraguay          | 11,77         | 0Q0        |
| 4         | 3    | Valentina Meredova    | Turkmenistan      | 12,01         | 0q0 SB0    |
| 5         | 9    | Samira Awali Boubacar | Niger             | 12,06         | 0PB0       |
| 6         | 2    | Silina Pha Aphay      | Laos              | 12,45         | 0SB0       |
| 7         | 6    | Sydney Francisco      | Palau             | 13,15         |            |
| 8         | 7    | Salam Bouha Ahamdy    | Mauretanien       | 13,71         | 0PB0       |
|           | 1    | Lucia Morris          | Sydsudan          |               | 0DNF0      |
|           |      |                       |                   | Vind: 0,0 m/s |            |

#### Heat 2
| Placering | Bana | Idrottare              | Nation                | Tid           | Noteringar |
| --------- | ---- | ---------------------- | --------------------- | ------------- | ---------- |
| 1         | 7    | Trần Thị Nhi Yến       | Vietnam               | 11,81         | 0Q0        |
| 2         | 6    | Halle Hazzard          | Grenada               | 11,88         | 0Q0        |
| 3         | 4    | Zhang Bo-ya            | Kinesiska Taipei      | 11,99         | 0Q0        |
| 4         | 5    | Regine Tugade-Watson   | Guam                  | 12,02         | 0q0        |
| 5         | 2    | Lika Kharchilava       | Georgien              | 12,37         |            |
| 6         | 9    | Faiqa Riaz             | Pakistan              | 12,49         | 0PB0       |
| 7         | 8    | Mazoon Al-Alawi        | Oman                  | 12,58         | 0SB0       |
| 8         | 3    | Filomenaleonisa Iakopo | Amerikanska Samoa     | 12,78         | 0NR0       |
| 9         | 1    | Mariam Kareem          | Förenade Arabemiraten | 13,26         | 0PB0       |
|           |      |                        |                       | Vind: 0,0 m/s |            |

#### Heat 3
| Placering | Bana | Idrottare          | Nation                | Tid            | Noteringar |
| --------- | ---- | ------------------ | --------------------- | -------------- | ---------- |
| 1         | 9    | Gorete Semedo      | São Tomé och Príncipe | 11,44          | 0Q0        |
| 2         | 6    | Guadalupe Torrez   | Bolivia               | 11,60          | 0Q0        |
| 3         | 2    | Leonie Beu         | Papua Nya Guinea      | 11,63          | 0Q0 PB0    |
| 4         | 1    | María Carmona      | Nicaragua             | 11,88          | 0q0 NR0    |
| 5         | 7    | Safiatou Acquaviva | Guinea                | 11,97          | 0q0 NR0    |
| 6         | 5    | Chloe David        | Vanuatu               | 12,44          | 0PB0       |
| 7         | 3    | Shahd Ashraf       | Qatar                 | 12,53          | 0PB0       |
| 8         | 4    | Alisar Youssef     | Syrien                | 12,93          | 0PB0       |
| 9         | 8    | Kamia Yousufi      | Afghanistan           | 13,42          |            |
|           |      |                    |                       | Vind: +1,1 m/s |            |

#### Heat 4
| Placering | Bana | Idrottare               | Nation                | Tid            | Noteringar |
| --------- | ---- | ----------------------- | --------------------- | -------------- | ---------- |
| 1         | 9    | Zahria Allers-Liburd    | Saint Kitts och Nevis | 11,73          | 0Q0        |
| 2         | 8    | Asimenye Simwaka        | Malawi                | 11,78          | 0Q0        |
| 3         | 6    | Mariandrée Chacón       | Guatemala             | 11,90          | 0Q0        |
| 4         | 1    | Georgiana Sesay         | Sierra Leone          | 11,99          | 0q0        |
| 5         | 5    | Naomi Akakpo            | Togo                  | 12,34          | 0PB0       |
| 6         | 7    | Marie-Charlotte Gastaud | Monaco                | 12,41          | 0PB0       |
| 7         | 2    | Sefora Ada Eto          | Ekvatorialguinea      | 13,63          | 0PB0       |
| 8         | 4    | Temalini Manatoa        | Tuvalu                | 14,04          | 0PB0       |
| 9         | 3    | Sharon Firisua          | Salomonöarna          | 14,31          | 0PB0       |
|           |      |                         |                       | Vind: +0,2 m/s |            |

### Kval
De tre första i varje heat 0Q0 plus tre på tid 0q0 gick vidare till semifinal.

#### Kval 1
| Placering | Bana | Idrottare              | Nation     | Tid            | Noteringar |
| --------- | ---- | ---------------------- | ---------- | -------------- | ---------- |
| 1         | 6    | Sha'Carri Richardson   | USA        | 10,94          | 0Q0        |
| 2         | 8    | Patrizia Van Der Weken | Luxemburg  | 11,14          | 0Q0        |
| 3         | 7    | Bree Masters           | Australien | 11,26          | 0Q0 SB0    |
| 4         | 5    | Jacqueline Madogo      | Kanada     | 11,27          |            |
| 5         | 3    | Lorène Dorcas Bazolo   | Portugal   | 11,38          |            |
| 6         | 9    | Tristan Evelyn         | Barbados   | 11,55          |            |
| 7         | 4    | Trần Thị Nhi Yến       | Vietnam    | 11,79          |            |
| 8         | 1    | Asimenye Simwaka       | Malawi     | 11,91          |            |
| 9         | 2    | Thelma Davies          | Liberia    | 12,05          |            |
|           |      |                        |            | Vind: +0,1 m/s |            |

#### Kval 2
| Placering | Bana | Idrottare             | Nation                | Tid            | Noteringar |
| --------- | ---- | --------------------- | --------------------- | -------------- | ---------- |
| 1         | 9    | Julien Alfred         | Saint Lucia           | 10,95          | 0Q0        |
| 2         | 6    | Zoe Hobbs             | Nya Zeeland           | 11,08          | 0Q0 SB0    |
| 3         | 2    | Zaynab Dosso          | Italien               | 11,30          | 0Q0        |
| 4         | 4    | Michelle-Lee Ahye     | Trinidad och Tobago   | 11,33          |            |
| 5         | 8    | Yunisleidy García     | Kuba                  | 11,37          |            |
| 6         | 1    | Gorete Semedo         | São Tomé och Príncipe | 11,43          |            |
| 7         | 5    | Olivia Fotopoulou     | Cypern                | 11,50          |            |
| 8         | 7    | Destiny Smith-Barnett | Liberia               | 11,99          |            |
| 9         | 3    | Georgiana Sesay       | Sierra Leone          | 12,15          |            |
|           |      |                       |                       | Vind: -0,8 m/s |            |

#### Kval 3
| Placering | Bana | Idrottare             | Nation           | Tid            | Noteringar |
| --------- | ---- | --------------------- | ---------------- | -------------- | ---------- |
| 1         | 3    | Daryll Neita          | Storbritannien   | 10.92          | 0Q0 SB0    |
| 2         | 9    | Melissa Jefferson     | USA              | 10,96          | 0Q0        |
| 3         | 4    | Boglárka Takács       | Ungern           | 11,10          | 0Q0 NR0    |
| 4         | 5    | Karolína Maňasová     | Tjeckien         | 11,11          | 0q0 PB0    |
| 5         | 1    | Gémima Joseph         | Frankrike        | 11,13          |            |
| 6         | 6    | Ella Connolly         | Australien       | 11,29          |            |
| 7         | 8    | Magdalena Stefanowicz | Polen            | 11,47          |            |
| 8         | 2    | Guadalupe Torrez      | Bolivia          | 11,68          |            |
| 9         | 7    | Zhang Bo-ya           | Kinesiska Taipei | 11,88          | 0SB0       |
|           |      |                       |                  | Vind: +1,5 m/s |            |

#### Kval 4
| Placering | Bana | Idrottare             | Nation          | Tid            | Noteringar |
| --------- | ---- | --------------------- | --------------- | -------------- | ---------- |
| 1         | 4    | Audrey Leduc          | Kanada          | 10,95          | 0Q0 NR0    |
| 2         | 8    | Tia Clayton           | Jamaica         | 11,00          | 0Q0        |
| 3         | 1    | Imani-Lara Lansiquot  | Storbritannien  | 11,10          | 0Q0        |
| 4         | 6    | Maboundou Koné        | Elfenbenskusten | 11,17          | =0PB0      |
| 5         | 5    | Julia Henriksson      | Sverige         | 11,26          |            |
| 6         | 9    | Ge Manqi              | Kina            | 11,45          |            |
| 7         | 2    | Alessandra Gasparelli | San Marino      | 11,54          | 0NR0       |
| 8         | 3    | Vitória Cristina Rosa | Brasilien       | 12,02          |            |
| 9         | 7    | Safiatou Acquaviva    | Guinea          | 12,07          |            |
|           |      |                       |                 | Vind: +1,2 m/s |            |

#### Kval 5
| Placering | Bana | Idrottare            | Nation           | Tid            | Noteringar |
| --------- | ---- | -------------------- | ---------------- | -------------- | ---------- |
| 1         | 3    | Ewa Swoboda          | Polen            | 10,99          | 0Q0, 0SB0  |
| 2         | 2    | Dina Asher-Smith     | Storbritannien   | 11,01          | 0Q0        |
| 3         | 5    | Rosemary Chukwuma    | Nigeria          | 11,26          | 0Q0        |
| 4         | 6    | Ana Carolina Azevedo | Brasilien        | 11,32          |            |
| 5         | 7    | Géraldine Frey       | Schweiz          | 11,34          |            |
| 6         | 4    | Ángela Tenorio       | Ecuador          | 11,35          |            |
| 7         | 8    | Farzaneh Fasihi      | Iran             | 11,51          |            |
| 8         | 1    | Leonie Beu           | Papua Nya Guinea | 11,73          |            |
| 9         | 9    | Mariandrée Chacón    | Guatemala        | 12,06          |            |
|           |      |                      |                  | Vind: +1,0 m/s |            |

#### Kval 6
| Placering | Bana | Idrottare            | Nation                | Tid            | Noteringar |
| --------- | ---- | -------------------- | --------------------- | -------------- | ---------- |
| 1         | 5    | Twanisha Terry       | USA                   | 11,15          | 0Q0        |
| 2         | 3    | Shashalee Forbes     | Jamaica               | 11,19          | 0Q0        |
| 3         | 4    | Leah Bertrand        | Trinidad och Tobago   | 11,27          | 0Q0        |
| 4         | 1    | Salomé Kora          | Schweiz               | 11,35          |            |
| 5         | 6    | Cecilia Tamayo-Garza | Mexiko                | 11,39          |            |
| 6         | 8    | Viktória Forster     | Slovakien             | 11,44          | 0SB0       |
| 7         | 7    | Lotta Kemppinen      | Finland               | 11,56          |            |
| 8         | 2    | Zahria Allers-Liburd | Saint Kitts och Nevis | 11,89          |            |
| 9         | 9    | María Carmona        | Nicaragua             | 12,00          |            |
|           |      |                      |                       | Vind: -0,4 m/s |            |

#### Kval 7
| Placering | Bana | Idrottare               | Nation    | Tid            | Noteringar |
| --------- | ---- | ----------------------- | --------- | -------------- | ---------- |
| 1         | 1    | Gina Bass-Bittaye       | Gambia    | 11.01          | 0Q0        |
| 2         | 4    | Mujinga Kambundji       | Schweiz   | 11,05          | 0Q0        |
| 3         | 6    | Delphine Nkansa         | Belgien   | 11,20          | 0Q0 =0PB0  |
| 4         | 5    | Polyniki Emmanouilidou  | Grekland  | 11,25          |            |
| 5         | 7    | Rebekka Haase           | Tyskland  | 11,28          |            |
| 6         | 3    | Tima Seikeseye Godbless | Nigeria   | 11,33          |            |
| 7         | 8    | Veronica Shanti Pereira | Singapore | 11,63          |            |
| 8         | 2    | Halle Hazzard           | Grenada   | 11,70          |            |
| 9         | 9    | Xenia Hiebert           | Paraguay  | 11,82          |            |
|           |      |                         |           | Vind: -0,2 m/s |            |

#### Kval 8
| Placering | Bana | Idrottare                | Nation              | Tid            | Noteringar |
| --------- | ---- | ------------------------ | ------------------- | -------------- | ---------- |
| 1         | 2    | Marie-Josée Ta Lou-Smith | Elfenbenskusten     | 10,87          | 0Q0 SB0    |
| 2         | 7    | Shelly-Ann Fraser-Pryce  | Jamaica             | 10,92          | 0Q0        |
| 3         | 4    | Gina Lückenkemper        | Tyskland            | 11,08          | 0Q0        |
| 4         | 6    | Rani Rosius              | Belgien             | 11,10          | 0q0 PB0    |
| 5         | 8    | Gladymar Torres          | Puerto Rico         | 11,12          | 0q0 NR0    |
| 6         | 3    | Natacha Ngoye            | Kongo-Brazzaville   | 11,36          |            |
| 7         | 5    | Joella Lloyd             | Antigua och Barbuda | 11,37          |            |
| 8         | 1    | Regine Tugade-Watson     | Guam                | 11,87          |            |
| 9         | 9    | Valentina Meredova       | Turkmenistan        | 11,95          | 0SB0       |
|           |      |                          |                     | Vind: +0,8 m/s |            |

### Semifinaler
De två första i varje lopp 0Q0 plus två på tid 0q0 gick vidare till finalen.

#### Semifinal 1
| Placering | Bana | Idrottare                | Nation          | Tid            | Noteringar |
| --------- | ---- | ------------------------ | --------------- | -------------- | ---------- |
| 1         | 4    | Melissa Jefferson        | USA             | 10,99          | 0Q0        |
| 2         | 7    | Marie-Josée Ta Lou-Smith | Elfenbenskusten | 11,01          | 0Q0        |
| 3         | 8    | Mujinga Kambundji        | Schweiz         | 11,05          | 0q0        |
| 4         | 6    | Ewa Swoboda              | Polen           | 11,08          |            |
| 5         | 5    | Dina Asher-Smith         | Storbritannien  | 11,10          |            |
| 6         | 3    | Shashalee Forbes         | Jamaica         | 11,20          |            |
| 7         | 9    | Boglárka Takács          | Ungern          | 11,26          |            |
| 8         | 2    | Rani Rosius              | Belgien         | 11,29          |            |
| 9         | 1    | Zaynab Dosso             | Italien         | 11,34          |            |
|           |      |                          |                 | Vind: +0.1 m/s |            |

#### Semifinal 2
| Placering | Bana | Idrottare                | Nation         | Tid            | Noteringar |
| --------- | ---- | ------------------------ | -------------- | -------------- | ---------- |
| 1         | 6    | Julien Alfred            | Saint Lucia    | 10,84          | 0Q0        |
| 2         | 7    | Sha'Carri Richardson     | USA            | 10,89          | 0Q0        |
| 3         | 4    | Gina Mariam Bass Bittaye | Gambia         | 11,10          |            |
| 4         | 8    | Patrizia van der Weken   | Luxemburg      | 11,13          |            |
| 5         | 3    | Imani-Lara Lansiquot     | Storbritannien | 11,21          |            |
| 6         | 9    | Gladymar Torres          | Puerto Rico    | 11,33          |            |
| 7         | 2    | Bree Masters             | Australien     | 11,34          |            |
| 8         | 1    | Rosemary Chukwuma        | Nigeria        | 11,39          |            |
|           | 5    | Shelly-Ann Fraser-Pryce  | Jamaica        |                | 0DNS0      |
|           |      |                          |                | Vind: -0,1 m/s |            |

#### Semifinal 3
| Placering | Bana | Idrottare         | Nation              | Tid            | Noteringar |
| --------- | ---- | ----------------- | ------------------- | -------------- | ---------- |
| 1         | 6    | Tia Clayton       | Jamaica             | 10,89          | 0Q0        |
| 2         | 4    | Daryll Neita      | Storbritannien      | 10,97          | 0Q0        |
| 3         | 7    | Twanisha Terry    | USA                 | 11,07          | 0q0        |
| 4         | 8    | Gina Lückenkemper | Tyskland            | 11,09          |            |
| 5         | 5    | Audrey Leduc      | Kanada              | 11,10          |            |
| 6         | 3    | Zoe Hobbs         | Nya Zeeland         | 11,13          |            |
| 7         | 9    | Delphine Nkansa   | Belgien             | 11,28          |            |
| 8         | 2    | Karolína Maňasová | Tjeckien            | 11,35          |            |
| 9         | 1    | Leah Bertrand     | Trinidad och Tobago | 11,37          |            |
|           |      |                   |                     | Vind: +0,2 m/s |            |

### Final
| Placering | Bana   | Idrottare                | Nation          | Tid            | Notering       |
| --------- | ------ | ------------------------ | --------------- | -------------- | -------------- |
| 1         | 6      | Julien Alfred            | Saint Lucia     | 10.72          | 0NR0           |
| 2         | 7      | Sha'Carri Richardson     | USA             | 10.87          | Silver         |
| 3         | 5      | Melissa Jefferson        | USA             | 10.92          | Brons          |
| 4         | 8      | Daryll Neita             | Storbritannien  | 10.96          |                |
| 5         | 9      | Twanisha Terry           | USA             | 10.97          |                |
| 6         | 2      | Mujinga Kambundji        | Schweiz         | 10.99          |                |
| 7         | 4      | Tia Clayton              | Jamaica         | 11.04          |                |
| 8         | 3      | Marie-Josée Ta Lou-Smith | Elfenbenskusten | 13.84          |                |
| Källa:    | Källa: | Källa:                   | Källa:          | Vind: -0,1 m/s | Vind: -0,1 m/s |